# Leiomela piligera
Leiomela piligera là một loài rêu trong họ Bartramiaceae. Loài này được Hampe Broth. mô tả khoa học đầu tiên năm 1904.